# T.E. Lawrence
Thomas Edward "T.E." Lawrence, känd som Lawrence av Arabien, född 16 augusti 1888 i Tremadog i Caernarfonshire i Wales, död 19 maj 1935 på Bovington Camp nära Wareham i Dorset, var en brittisk officer, författare och arkeolog.
Lawrence väckte internationell uppmärksamhet i sin verksamhet som samverkansofficer under den arabiska revolten mot osmanska riket 1916–1918. Den allmänna bild som finns av honom skapades delvis av den amerikanske journalisten Lowell Thomas sensationella reportage under dessa år men även av den bild han själv ger i sin självbiografi Vishetens sju pelare (Seven Pillars of Wisdom).

## Biografi

### Ungdomsår
Thomas Lawrence föddes i Tremadog i norra Wales. Hans far Thomas Chapman var en irländsk aristokrat som hade lämnat sin familj när det upptäcktes att han hade gjort döttrarnas guvernant Sarah med barn. De flydde tillsammans och Thomas föddes i Wales som deras andra son. Familjen bodde i Skottland, Kanalöarna och Bretagne innan de 1896 slog sig ned i Oxford där Thomas Lawrence växte upp.
1907 började Lawrence på Jesus College vid Oxfords universitet och tog examen med utmärkta vitsord efter att ha skrivit en uppsats om korstågens inverkan på den europeiska arkitekturen fram till slutet av 1100-talet. För att skriva uppsatsen medverkade han i arkeologiska utgrävningar i Frankrike och Jordanien.
Efter examen fortsatte han med doktorandstudier i medeltida keramik vid Magdalen College. Under en resa i Syrien 1910 för studier av korstågstidens arkitektur kom han att intressera sig för den arabiska kulturen och hoppade av för att ta en tjänst som arkeolog i Carchemish nära Jarābulus i norra Syrien 1911. Arbetet som arkeolog pågick fram till första världskrigets utbrott 1914. Då hade han lärt sig arabiska, den arabiska kulturen och hade fått resa omkring i regionen.

### Arabiska upproret

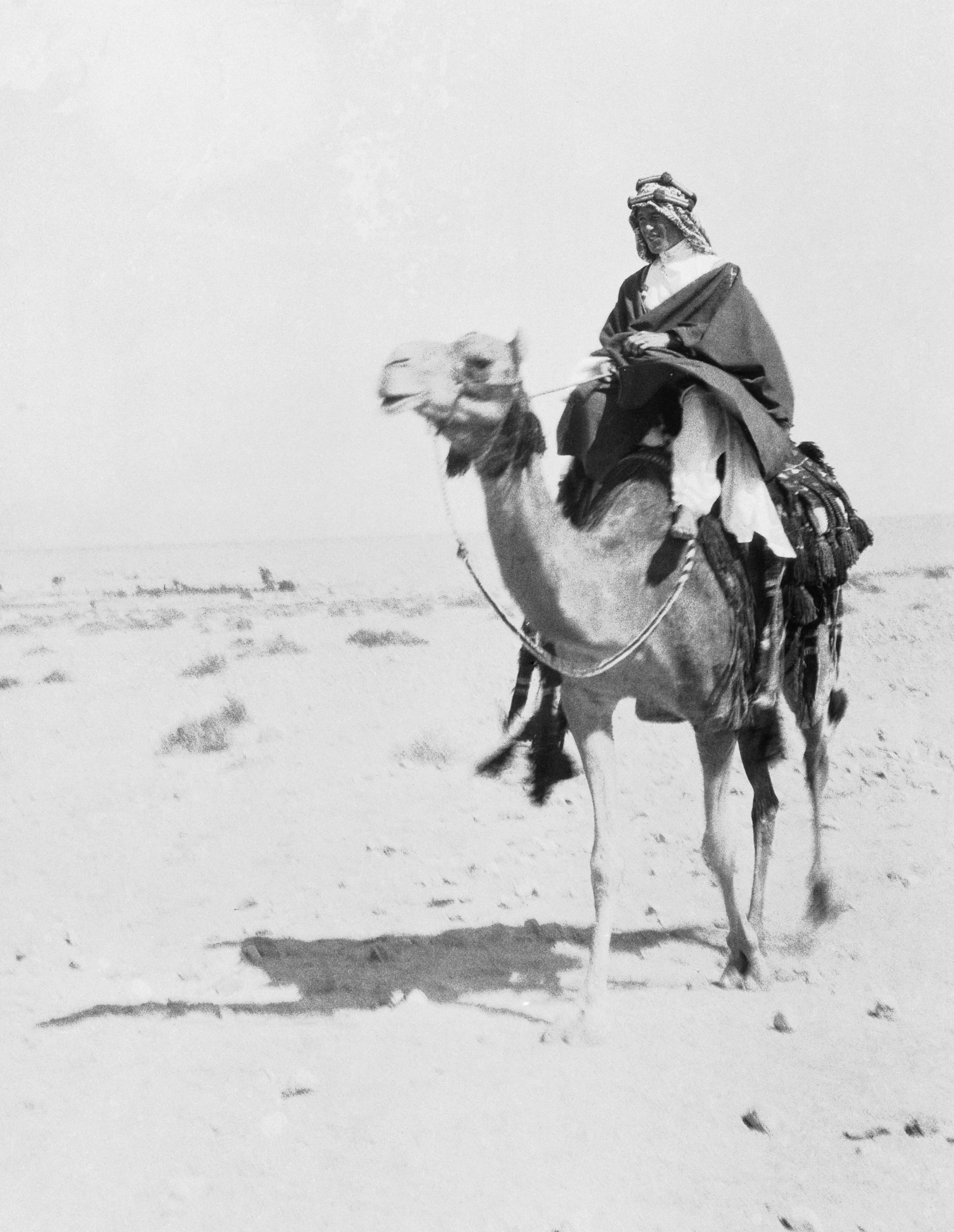
Lawrence ridande på en dromedar vid Aqaba 1917.

Efter krigsutbrottet tog Lawrence värvning och fick arbeta för den brittiska militära underrättelsetjänsten i Kairo. Genom sina erfarenheter var han en utmärkt sambandsman mellan brittiska myndigheter och araberna. Britterna var intresserade av få till stånd ett uppror mot det osmanska riket i Mellanöstern. I oktober 1916 skickades han till Arabien för att lära sig mer om den arabiska nationella rörelsen. Under denna tid stred han tillsammans med arabisk gerilla under ledning av emiren Faisal mot osmanska styrkor. Lawrence kunde övertala de olika arabiska ledarna att samordna sin kamp för att på så vis tvinga osmanska riket att skicka militära trupper, ett brittiskt militärt önskemål eftersom Storbritannien stred mot den osmanska armén vid Dardanellerna. Genom ideliga attacker mot järnvägen mellan Damaskus och Medina blev denna järnväg tvungen att bevakas av trupper som annars kunde ha satts in i strid i Europa.
1917 kunde Lawrence få den arabiska gerillan att genom en samordnad attack med krigare från beduinstammen Howeitat ledda av Auda ibu Tayi inta den strategiskt belägna staden Aqaba den 6 juli. Fram till dess hade britterna ansett att staden inte kunde intas eftersom kraftigt artilleri försvarade den mot anfall från havet. De arabiska styrkorna lyckades dock korsa öknen och anfalla staden från land. Lawrence återvände därefter till Kairo och överlämnade nyheten om Aqabas fall till den brittiske generalen Edmund Allenby.
Under Allenbys ledning kunde de brittiska styrkorna inta Jerusalem i december 1917. Vintern 1917-1918 hade Lawrence sitt basläger i fästningen Qasr Azraq i östra Jordanien. 1918 deltog han tillsammans med Faisals trupper i anfallet mot Damaskus och ledde de arabiska styrkorna när staden intogs den 1 oktober.
Därefter återvände Lawrence till London där han förespråkade en uppdelning av Osmanska rikets arabiska besittningar där araberna hade reellt inflytande. Vid fredskonferensen i Versailles medverkade Lawrence som rådgivare åt Faisal. Men stormakterna Storbritannien och Frankrike hade redan genom Sykes-Picot-avtalet i hemlighet delat upp området, formellt genom mandatområden från Nationernas förbund. Faisal blev dock så småningom kung av Irak medan hans bror Abdullah blev kung av Jordanien. 
Lawrence blev mycket frustrerad över hur det arabiska upproret slutade och att löftena om en stor, självständig arabisk stat aldrig blev uppfyllda. 1931, när en av Lawrence böcker gavs ut på svenska, så beskrev hans svenska översättare Lawrence besvikelse på följande sätt:
"Följande bok...slutar den dag två år senare, då han i spetsen för den segerrika arabarmén gjorde sitt triumfatoriska intåg i Damaskus. Vad som följde senare, är i hans ögon för bittert att berättas. Lawrence hade drömt om ett stort, fritt arabrike från Yemen till Aleppo och från Sinai till Bagdad. I stället blev det arabiska Syrien ett franskt protektorat, och det likaledes i allt väsentligt arabiska Palestina förvandlades till den parodiska zinoniststaten, som endast kan existera genom att England hjälper till att undertrycka sina forna allierade, araberna...."

### Efter kriget

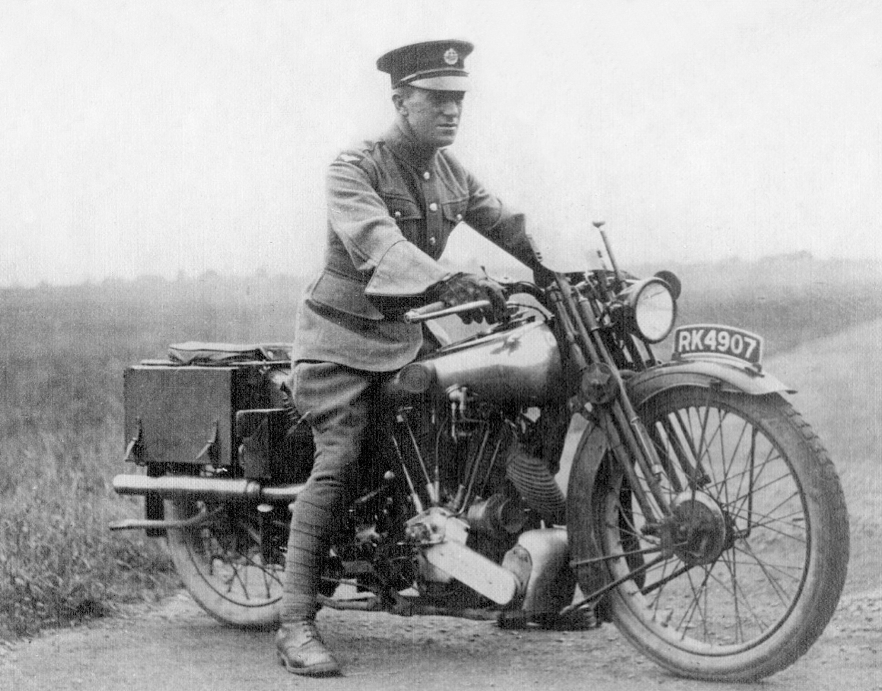
Lawrence på sin Brough Superior.

1919 kallades Lawrence till en docentur vid Oxfords universitet.
1919 hade Lawrence också börjat skriva en bok om sina upplevelser i Mellanöstern. Titeln Vishetens sju pelare hade han fått från en vers i Ordspråksboken 9:1. Genom ett stipendium från All Souls College i Oxford fick han möjlighet att skriva klart boken men den gavs ut först efter hans död. Julen 1919 hade han ett första utkast klart, men glömde kvar manuskriptet när han skulle byta tåg i Reading. Manuskriptet återfanns aldrig. Lawrence fick börja om från början, var klar 1922 och tryckte då upp texten i åtta exemplar. 1926 trycktes en förkortad upplaga om 200 exemplar av denna text. Denna upplaga kostade honom betydligt mer än vad han tjänade och 1927 kom en ytterligare förkortad upplaga.
1918 hade Lawrence träffat en amerikansk journalist, Lowell Thomas, i Jerusalem. Thomas insåg att här fanns en intressant och medryckande historia att berätta. Thomas koncentrerade sig på Lawrence och kunde åka ut på turnéer med sitt material för att berätta om Lawrence och upproret i Arabien. Till en början välkomnade Lawrence uppmärksamheten men snart blev han alltmer besvärad och skygg.
1921 kallades Lawrence till Colonial office som rådgivare i arabiska frågor. 1922 valde han dock att avsäga sig alla titlar och utmärkelser för att ansluta sig till Royal Air Force under namnet John Hume Ross. Pressen fick dock snart reda på detta och i januari 1923 lämnade Lawrence flygvapnet och anslöt sig till Royal Tank Corps under namnet T.E. Shaw. Han trivdes dock inte där och i augusti 1925 återvände han till flygvapnet. 1928 stationerades han i Indien. Efter att ha lämnat flygvapnet i mars 1935 bosatte han sig i Dorset. Han råkade den 13 maj samma år ut för en motorcykelolycka när han körde av vägen på sin Brough Superior. Olyckan skedde som en följd av att han väjde för två cyklister. Han avled av skadorna sex dagar senare.
Under sitt namn T.E. Shaw utgav Lawrence även 1932 en uppmärksammad prosaöversättning av Homeros Odyssé.